# جک لمبرت (هنرپیشه)
جک لمبرت (انگلیسی: Jack Lambert؛ ‏ ۱۳ آوریل ۱۹۲۰ – ۱۸ فوریهٔ ۲۰۰۲) بازیگر اهل ایالات متحده آمریکا بود.
از فیلم‌ها یا برنامه‌های تلویزیونی که وی در آن نقش داشته است، می‌توان به آدمکش‌ها، مرگبار ببوس مرا و به زور اسلحه اشاره کرد.